# Aimé Steck
Aimé Steck (* 24. November 1892 in Constantine, Algerien; † 12. Juni 1966 in Nogent-sur-Oise) war ein französischer Komponist.

## Leben
Aimé Steck war Schüler von Charles-Marie Widor am Pariser Konservatorium. 1922 gewann er den Zweiten Second Grand Prix de Rome. Er wirkte als Lehrer am Konservatorium von Versailles und Chorleiter an der Opéra-Comique und arbeitete für den Rundfunk.
Im Mittelpunkt von Stecks kompositorischem Schaffen stand die Kirchenmusik, neben geistlichen Liedern komponierte er zahlreiche Motetten sowie Orgelwerke.

## Werke
- Reçois, mon Dieu, Motette für vierstimmigen gemischten Chor
- Salut, rose merveille, Marienlied für vier gemischte Stimmen
- Pour le temps de Noël, Weihnachtslied für vierstimmigen gemischten Chor, Orgel, Streichquintett und Harfe nach einem Gedicht von Jean Desmarets de Saint-Sorlin
- Jésus, ô Roi für vier gemischte Stimmen
- Heureux ceux qui sont morts, Motette nach Charles Péguy
- Oremus pro Pontifice, Motette für vier gemischte Stimmen
- Maria mater gratiae für vier gleiche Stimmen
- O vos omnes et Jesu Salvator Mundi für vier Männer- und vier gemischte Stimmen
- Alma redemptoris für Orgel
- A Saint-Malo, beau port de mer für vierstimmigen gemischten Chor
- Fantaisie pour quatuor á cordes et piano; Paris, Editions Maurice Sénart 1924